# Familie Gillis: Massa is Kassa
Familie Gillis: Massa is Kassa is een Nederlands realitysoap die wordt uitgezonden door SBS6. In het televisieprogramma wordt de miljonairsfamilie Gillis gevolgd, onder leiding van ondernemer Peter Gillis. Gillis was de eigenaar van de Oostappen Groep, waar een groot aantal Nederlandse en Vlaamse vakantieparken onder vallen. De serie wordt ook in België uitgezonden op VTM 2.

## Verhaal
In het programma staat Peter Gillis en zijn miljonairsfamilie centraal. Gillis is de eigenaar van de Oostappen Groep, waar een groot aantal Nederlandse en Vlaamse vakantieparken onder vallen. Samen met zijn drie kinderen; zoons Mark en Ruud en dochter Inge runt hij deze vakantieparken en wordt hij door de camera op de voet gevolgd in zijn leven en werk op onder andere deze parken.

## Personages

### De familie Gillis
| Naam           | Omschrijving                                                |
| -------------- | ----------------------------------------------------------- |
| Peter Gillis   | Hoofd van de familie en eigenaar van de vakantieparken      |
| Mark Gillis    | Zoon van Peter Gillis, operationeel manager vakantieparken  |
| Ruud Gillis    | Zoon van Peter Gillis, projectmanager vakantieparken        |
| Inge Gillis    | Dochter van Peter Gillis, directieassistente                |
| Wendy van Hout | Vriendin van Peter Gillis vanaf seizoen tien                |
| Nicol Kremers  | Vriendin van Peter Gillis tijdens de eerste negen seizoenen |

### Voice-over
De voice-over wordt ingesproken door acteur Frank Lammers.

## Seizoensoverzicht
| Seizoen | Uitzendtijden             | Aantal afleveringen | Start seizoen    | Start seizoen | Einde seizoen    | Einde seizoen | Gemiddelde kijkcijfers |
| Seizoen | Uitzendtijden             | Aantal afleveringen | Datum            | Kijkcijfers   | Datum            | Kijkcijfers   | Gemiddelde kijkcijfers |
| ------- | ------------------------- | ------------------- | ---------------- | ------------- | ---------------- | ------------- | ---------------------- |
| 1       | Vrijdag 21:30 – 22:30 uur | 8                   | 21 augustus 2020 | 419.000       | 9 oktober 2020   | 637.000       | 503.875                |
| 2       | Maandag 20:30 – 21:30 uur | 8                   | 4 januari 2021   | 626.000       | 22 februari 2021 | 793.000       | 661.250                |
| 3       | Maandag 20:30 – 21:30 uur | 5                   | 10 mei 2021      | 557.000       | 7 juni 2021      | 655.000       | 656.800                |
| 4       | Dinsdag 20:30 – 21:30 uur | 6                   | 31 augustus 2021 | 747.000       | 5 oktober 2021   | 746.000       | 675.833                |
| 5       | Maandag 20:30 – 21:30 uur | 9                   | 8 november 2021  | 734.000       | 4 januari 2022   | 824.000       | 741.556                |
| 6       | Dinsdag 20:30 – 21:30 uur | 8                   | 22 februari 2022 | 851.000       | 12 april 2022    | 789.000       | 783.625                |
| 7       | Maandag 20:30 – 21:30 uur | 8                   | 23 mei 2022      | 736.000       | 11 juli 2022     | 621.000       | 692.250                |
| 8       | Dinsdag 20:30 – 21:30 uur | 8                   | 6 september 2022 | 563.000       | 25 oktober 2022  | 615.000       | 642.125                |
| 9       | Maandag 20:30 – 21:30 uur | 12                  | 5 december 2022  | 513.000       | 20 februari 2023 | 677.000       | 607.583                |
| 10      | Dinsdag 20:30 – 21:30 uur | 8                   | 23 mei 2023      | 532.000       | 11 juli 2023     | 400.000       | 502.875                |
| 11      | Dinsdag 20:30 – 21:30 uur | 8                   | 31 oktober 2023  | 876.000       | 19 december 2023 | 669.000       | 727.375                |
| 12      | Vrijdag 20:30 – 21:30 uur | 10                  | 5 april 2024     | 874.000       | 7 juni 2024      | 659.000       | 719.000                |
| 13      | Vrijdag 20:30 – 21:30 uur | 7                   | 1 november 2024  | 627.000       | 13 december 2024 | 651.000       | 630.000                |
| 14      | Vrijdag 20:30 – 21:30 uur | 8                   | 16 mei 2025      | 629.000       | 4 juli 2025      | 583.000       | 601.000                |

## Afleveringen

### Seizoen 1 (najaar 2020)
| Aflevering | Datum             | Kijkcijfers | Kijkcijfers (incl. uitgesteld kijken) |
| ---------- | ----------------- | ----------- | ------------------------------------- |
| 1          | 21 augustus 2020  | 419.000     | 622.000                               |
| 2          | 28 augustus 2020  | 454.000     | 555.000                               |
| 3          | 4 september 2020  | 437.000     | 559.000                               |
| 4          | 11 september 2020 | 506.000     | 581.000                               |
| 5          | 18 september 2020 | 388.000     | 495.000                               |
| 6          | 25 september 2020 | 522.000     | 647.000                               |
| 7          | 2 oktober 2020    | 668.000     | 860.000                               |
| 8          | 9 oktober 2020    | 637.000     | 803.000                               |

### Seizoen 2 (voorjaar 2021)
| Aflevering | Datum            | Kijkcijfers | Kijkcijfers (incl. uitgesteld kijken) |
| ---------- | ---------------- | ----------- | ------------------------------------- |
| 1          | 4 januari 2021   | 626.000     | 765.000                               |
| 2          | 11 januari 2021  | 586.000     | 799.000                               |
| 3          | 18 januari 2021  | 605.000     | 760.000                               |
| 4          | 25 januari 2021  | 578.000     | 784.000                               |
| 5          | 1 februari 2021  | 658.000     | 824.000                               |
| 6          | 8 februari 2021  | 703.000     | 882.000                               |
| 7          | 15 februari 2021 | 741.000     | 894.000                               |
| 8          | 22 februari 2021 | 793.000     | 922.000                               |

### Seizoen 3 (voorjaar 2021)
| Aflevering | Datum       | Kijkcijfers | Kijkcijfers (incl. uitgesteld kijken) |
| ---------- | ----------- | ----------- | ------------------------------------- |
| 1          | 10 mei 2021 | 557.000     | 780.000                               |
| 2          | 17 mei 2021 | 504.000     | 741.000                               |
| 3          | 24 mei 2021 | 862.000     | 1.043.000                             |
| 4          | 31 mei 2021 | 706.000     | 882.000                               |
| 5          | 7 juni 2021 | 655.000     | 819.000                               |

### Seizoen 4 (najaar 2021)
| Aflevering | Datum             | Kijkcijfers | Kijkcijfers (incl. uitgesteld kijken) |
| ---------- | ----------------- | ----------- | ------------------------------------- |
| 1          | 31 augustus 2021  | 747.000     | 913.000                               |
| 2          | 7 september 2021  | 463.000     | 653.000                               |
| 3          | 14 september 2021 | 687.000     | 844.000                               |
| 4          | 21 september 2021 | 622.000     | 859.000                               |
| 5          | 28 september 2021 | 790.000     | 977.000                               |
| 6          | 5 oktober 2021    | 746.000     | 916.000                               |

### Seizoen 5 (najaar 2021)
| Aflevering         | Datum            | Kijkcijfers | Kijkcijfers (incl. uitgesteld kijken) |
| ------------------ | ---------------- | ----------- | ------------------------------------- |
| 1                  | 8 november 2021  | 734.000     | 960.000                               |
| 2                  | 15 november 2021 | 731.000     | 980.000                               |
| 3                  | 22 november 2021 | 739.000     | 881.000                               |
| 4                  | 29 november 2021 | 661.000     | 910.000                               |
| 5                  | 6 december 2021  | 681.000     | 864.000                               |
| 6                  | 13 december 2021 | 770.000     | 1.027.000                             |
| 7                  | 20 december 2021 | 706.000     | 971.000                               |
| 8                  | 27 december 2021 | 828.000     | 1.020.000                             |
| 9 (Winter Special) | 4 januari 2022   | 824.000     | 955.000                               |

### Seizoen 6 (voorjaar 2022)
| Aflevering | Datum            | Kijkcijfers | Kijkcijfers (incl. uitgesteld kijken) |
| ---------- | ---------------- | ----------- | ------------------------------------- |
| 1          | 22 februari 2022 | 851.000     | 1.038.000                             |
| 2          | 1 maart 2022     | 797.000     | 1.045.000                             |
| 3          | 8 maart 2022     | 743.000     | 961.000                               |
| 4          | 15 maart 2022    | 818.000     | 1.117.000                             |
| 5          | 22 maart 2022    | 852.000     | 1.034.000                             |
| 6          | 29 maart 2022    | 634.000     | 930.000                               |
| 7          | 5 april 2022     | 785.000     | 1.002.000                             |
| 8          | 12 april 2022    | 789.000     | 986.000                               |

### Seizoen 7 (voorjaar 2022)
| Aflevering | Datum        | Kijkcijfers | Kijkcijfers (incl. uitgesteld kijken) |
| ---------- | ------------ | ----------- | ------------------------------------- |
| 1          | 23 mei 2022  | 736.000     | 976.000                               |
| 2          | 30 mei 2022  | 803.000     | 984.000                               |
| 3          | 6 juni 2022  | 819.000     | 998.000                               |
| 4          | 13 juni 2022 | 672.000     | 835.000                               |
| 5          | 20 juni 2022 | 654.000     | 883.000                               |
| 6          | 27 juni 2022 | 657.000     | 831.000                               |
| 7          | 4 juli 2022  | 586.000     | 743.000                               |
| 8          | 11 juli 2022 | 621.000     | 734.000                               |

### Seizoen 8 (najaar 2022)
| Aflevering | Datum             | Kijkcijfers | Kijkcijfers (incl. uitgesteld kijken) |
| ---------- | ----------------- | ----------- | ------------------------------------- |
| 1          | 6 september 2022  | 563.000     | 744.000                               |
| 2          | 13 september 2022 | 512.000     | 717.000                               |
| 3          | 20 september 2022 | 780.000     | 892.000                               |
| 4          | 27 september 2022 | 722.000     | 915.000                               |
| 5          | 4 oktober 2022    | 657.000     | 830.000                               |
| 6          | 11 oktober 2022   | 715.000     | 883.000                               |
| 7          | 18 oktober 2022   | 573.000     | 776.000                               |
| 8          | 25 oktober 2022   | 615.000     | 756.000                               |

### Seizoen 9 (najaar 2022)
| Aflevering                      | Datum            | Kijkcijfers | Kijkcijfers (incl. uitgesteld kijken) |
| ------------------------------- | ---------------- | ----------- | ------------------------------------- |
| 1                               | 5 december 2022  | 513.000     | 705.000                               |
| 2                               | 12 december 2022 | 655.000     | 878.000                               |
| 3                               | 19 december 2022 | 587.000     | 778.000                               |
| 4 (Kerst met de familie Gillis) | 26 december 2022 | 492.000     | 665.000                               |
| 5                               | 2 januari 2023   | 705.000     | 887.000                               |
| 6                               | 9 januari 2023   | 701.000     | 883.000                               |
| 7                               | 16 januari 2023  | 723.000     | 892.000                               |
| 8                               | 23 januari 2023  | 605.000     | 759.000                               |
| 9                               | 30 januari 2023  | 680.000     | 835.000                               |
| 10                              | 6 februari 2023  | 568.000     | 725.000                               |
| 11                              | 13 februari 2023 | 540.000     | 677.000                               |
| 12                              | 20 februari 2023 | 522.000     | 677.000                               |

### Seizoen 10 (voorjaar 2023)
| Aflevering | Datum        | Kijkcijfers | Kijkcijfers (incl. uitgesteld kijken) |
| ---------- | ------------ | ----------- | ------------------------------------- |
| 1          | 23 mei 2023  | 532.000     | 740.000                               |
| 2          | 30 mei 2023  | 592.000     | 718.000                               |
| 3          | 6 juni 2023  | 505.000     | 638.000                               |
| 4          | 13 juni 2023 | 469.000     | 648.000                               |
| 5          | 20 juni 2023 | 505.000     | 629.000                               |
| 6          | 27 juni 2023 | 519.000     | 706.000                               |
| 7          | 4 juli 2023  | 501.000     | 664.000                               |
| 8          | 11 juli 2023 | 400.000     | 614.000                               |

### Seizoen 11 (najaar 2023)
| Aflevering | Datum            | Kijkcijfers |
| ---------- | ---------------- | ----------- |
| 1          | 31 oktober 2023  | 876.000     |
| 2          | 7 november 2023  | 746.000     |
| 3          | 14 november 2023 | 801.000     |
| 4          | 21 november 2023 | 691.000     |
| 5          | 28 november 2023 | 696.000     |
| 6          | 5 december 2023  | 672.000     |
| 7          | 12 december 2023 | 668.000     |
| 8          | 19 december 2023 | 669.000     |

### Seizoen 12 (voorjaar 2024)
| Aflevering | Datum         | Kijkcijfers |
| ---------- | ------------- | ----------- |
| 1          | 5 april 2024  | 874.000     |
| 2          | 12 april 2024 | 782.000     |
| 3          | 19 april 2024 | 741.000     |
| 4          | 26 april 2024 | 722.000     |
| 5          | 3 mei 2024    | 699.000     |
| 6          | 10 mei 2024   | 708.000     |
| 7          | 17 mei 2024   | 738.000     |
| 8          | 24 mei 2024   | 584.000     |
| 9          | 31 mei 2024   | 683.000     |
| 10         | 7 juni 2024   | 659.000     |

### Seizoen 13 (najaar 2024)
| Aflevering | Datum            | Kijkcijfers |
| ---------- | ---------------- | ----------- |
| 1          | 1 november 2024  | 627.000     |
| 2          | 8 november 2024  | 627.000     |
| 3          | 15 november 2024 | 574.000     |
| 4          | 22 november 2024 | 661.000     |
| 5          | 29 november 2024 | 642.000     |
| 6          | 6 december 2024  | 628.000     |
| 7          | 13 december 2024 | 651.000     |

### Seizoen 14 (voorjaar 2025)
| Aflevering | Datum        | Kijkcijfers |
| ---------- | ------------ | ----------- |
| 1          | 16 mei 2025  | 629.000     |
| 2          | 23 mei 2025  | 651.000     |
| 3          | 30 mei 2025  | 596.000     |
| 4          | 6 juni 2025  | 682.000     |
| 5          | 13 juni 2025 | 539.000     |
| 6          | 20 juni 2025 | 491.000     |
| 7          | 27 juni 2025 | 637.000     |
| 8          | 4 juli 2025  | 583.000     |